# Міст Антанаса Юозапавічюса
Міст Антанаса Юозапавічюса (лит. Antano Juozapavičiaus tiltas) — автомобільний міст через річку Німан в Алітусі, Литва. Поєднує райони Алітус I і Алітус II. Є частиною дороги КК220, що з'єднує Тракай та Алітус.

## Розташування
Поєднує вулицю Вільняус з вулицею А. Юозапавічюса. Вище за течією знаходиться міст Білої троянди, нижче — міст тисячоліття Литви.

## Назва
Міст названий на честь литовського офіцера Антанаса Юозапавічюса, який загинув на мосту 13 лютого 1919 року під час війни за незалежність Литви. За радянських часів був перейменований в міст Томаса Тамулевічюса (лит. Tomo Tamulevičiaus tiltas). У 1989 році мосту повернуто початкову назву.

## Історія
Перший дерев'яний міст в цьому місці був побудований російською армією в 1909 році. Загальна довжина мосту складала 187 м. Вузькі прольоти і невелика висота над рівнем води (9 м) створювали перешкоди під час льодоходу.
У 1936 році, за проектом інженера А. Розенблюма (лит. Anatolijus Rozenbliumas), розпочалося будівництво нового залізобетонного мосту. Роботами керував інженер С. Тошкунас (лит. St. Toškūnas). Офіційне відкриття мосту відбулося 13 лютого 1937 року в присутності прем'єр-міністра Ю. Тубяліса й було приурочене до дня смерті Антанаса Юозапавічюса. В'їзди на міст були прикрашені барельєфами, присвяченим пам'яті А. Юозапавічюса (автор — скульптор Ю. Зікарас). Вартість будівництва склала близько 1,3 млн лит.
Міст складався з п'яти прольотів, був залізобетонним, балковим. Загальна довжина мосту становила 195 м, ширина — 9 м, висота над рівнем води — 20 м. На той час це був найбільший міст такого типу в Прибалтиці. У 1941 році міст був замінований радянськими військовими, але німецьким саперам вдалося запобігти вибуху. 14 липня 1944 року міст все ж був підірваний відступаючими німецькими військами. З 1944 до 1956 рік замість мосту діяла поромна переправа. У 1959 році був побудований тимчасовий понтонний міст.
7 травня 1967 року міст був відкритий після реконструкції. Проект розроблено інститутом «ПРОМТРАНСНДІПРОЕКТ» (м. Санкт-Петербург). Роботи проводилися Алітуським дорожньо-будівельним управлінням № 8 (лит. Alytaus Kelių statybos valdyba №8) під керівництвом С. Сідабраса (лит. St. Sidabras).
У 1989 році поряд з мостом, на правому березі річки, було встановлено пам'ятник Антанасу Юозапавічюсу (автори — скульптори В. Ярутіс, К. Бабравічюс, П. Малочка, В. Валентіновічюс). У 1990 році на мосту були заново встановлені відновлені барельєфи. У лютому 2018 року в Алітуському етнографічному музеї представили збережені оригінальні барельєфи.

## Конструкція

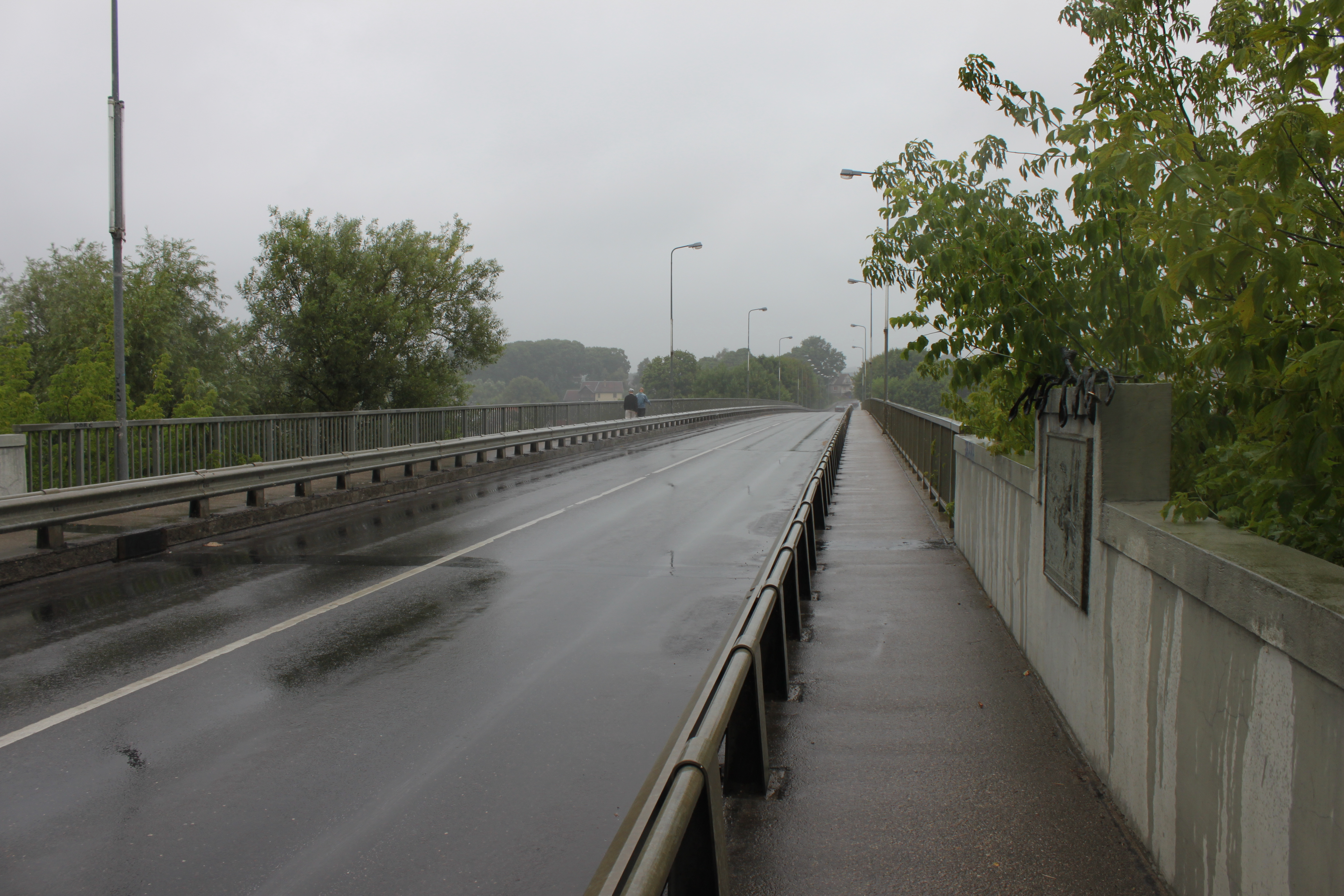
Проїжджа частина мосту

Міст складається з п'яти прольотів, металевий, балковий. Прольоти сталезалізобетонні, складаються зі сталевих двотаврових балок постійної висоти і залізобетонної плити проїжджої частини. Головні балки об'єднані між собою поперечними зв'язками. Опори мосту монолітні залізобетонні. Загальна довжина мосту складає 195 м, ширина — 10,2 м (з них ширина проїжджої частини — 7 м і два тротуари по 1,5 м).
Міст призначений для руху автотранспорту і пішоходів. Проїжджа частина включає в себе 2 смуги для руху автотранспорту. Покриття проїжджої частини і тротуарів — асфальтобетон. Тротуари відокремлені від проїжджої частини металевим бар'єрним огородженням. Поручневе огородження металеве, з простим малюном, закінчується на підвалинах бетонним парапетом. При в'їздах на міст на парапетах встановлено барельєфи, присвячені пам'яті Антанаса Юозапавічюса.